# مورتن ویگورست
مورتن ویگورست (انگلیسی: Morten Wieghorst؛ زادهٔ ۲۵ فوریهٔ ۱۹۷۱) بازیکن سابق و مربی فوتبال اهل دانمارک است.
از باشگاه‌هایی که در آن بازی کرده‌است می‌توان به باشگاه فوتبال داندی، باشگاه فوتبال بروندبی، و باشگاه فوتبال سلتیک اشاره کرد.
وی همچنین در تیم‌های ملی فوتبال زیر ۲۱ سال دانمارک و دانمارک بازی کرده‌است.